# غليلبيرسون لويس ليوبولدينو بيرتانتي
غليلبيرسون لويس ليوبولدينو بيرتانتي (بالبرتغالية: Glelberson Luis Leopoldino Bertante‏) الشهير باسم لويس غويغول (14 سبتمبر 1986) لاعب كرة قدم برازيلي من دون نادي حاليا يجيد اللعب في مركز المهاجم.

## السيرة الذاتية
في 8 أغسطس 2016 أعلن الرفاع البحريني التعاقد مع غويغول لمدة موسم واحد.
في بداية سبتمبر 2016 أعلن الرفاع الاستغناء عن اللاعب بسبب عدم اقتناع المدرب البرتغالي أنطونيو ميراندا بمستواه.

## الحياة الشخصية
شقيقته الصغرى عارضة الأزياء البرازيلية غابرييلا بيرتانتي قامت بدور البطولة في الفيلم الهندي بالويندر سينغ فيموس هو غايا عام 2014 مع المغنيان شان وميكا سينغ والمخضرم أنوبام خير.

## روابط خارجية
- غليلبيرسون لويس ليوبولدينو بيرتانتي على موقع قاعدة بيانات كرة القدم.إي يو (الإنجليزية)